# Месцински, Ирина
Ирина Месцински (нем. Irina Meszynski; род. 24 марта 1962, Восточный Берлин) — восточногерманская легкоатлетка, специалистка по метанию диска. Выступала за сборную ГДР по лёгкой атлетике в 1979—1989 годах, победительница международного турнира «Дружба-84», чемпионка Европы среди юниоров, чемпионка ГДР, бывшая рекордсменка мира. Также известна по выступлениям в дзюдо.

## Биография
Ирина Месцински родилась 24 марта 1962 года в Восточном Берлине, ГДР. Занималась лёгкой атлетикой в местном клубе TSC Berlin.
Первого серьёзного успеха на международном уровне добилась в сезоне 1979 года, когда вошла в состав восточногерманской сборной и выступила на юниорском европейском первенстве в Быдгоще, где одержала победу в зачёте метания диска.
В 1982 году метала диск на взрослом чемпионате Европы в Афинах, с результатом 63,78 стала девятой.
Рассматривалась в качестве кандидатки на участие в летних Олимпийских играх 1984 года в Лос-Анджелесе, однако ГДР вместе с несколькими другими странами восточного блока бойкотировала эти соревнования по политическим причинам. Вместо этого Месцински выступила на альтернативном турнире «Дружба-84» в Праге, где превзошла всех соперниц в метании диска и установила мировой рекорд — 73,36 метра. Рекорд, однако, продержался чуть больше недели и вскоре был превзойдён чехословацкой метательницей Зденькой Шильгавой. В последующей истории лёгкой атлетики лишь три спортсменки смогли превзойти данный результат: помимо Шильгавой это действующая рекордсменка мира Габриэла Райнш, а также две другие восточногерманские метательницы Ильке Вилудда и Диана Гански. По итогам сезона Ирину Месцински наградили орденом «За заслуги перед Отечеством» в серебре.
В 1986 году Месцински заняла четвёртое место на чемпионате Европы в Штутгарте.
Будучи студенткой, в 1987 году представляла ГДР на Всемирной Универсиаде в Загребе, где в программе метания диска так же показала четвёртый результат.
Завершила карьеру легкоатлетки по окончании сезона 1989 года.
Впоследствии попробовала себя в дзюдо, в 1990 году стала последней чемпионкой ГДР в тяжёлой весовой категории. Изучала право в Берлинском университете имени Гумбольдта и затем работала юристом.